# 광주학생운동발상지
광주학생운동발상지(광주학생운동발상지)는 광주광역시 북구 누문동에 있는 일제강점기의 광주 학생 항일 운동 발상지이다. 1999년 4월 30일 광주광역시의 기념물 제26호로 지정되었다.

## 개요
광주학생독립운동을 주도하였던 학생들이 다니던 학교의 교사부지의 일부를 문화재로 지정한 것이다. 광주학생독립운동은 우발적인 한·일 학생간의 충돌 때문에 일어난 사건이 아니라 축적된 민족의식과 독립의지의 적극적인 표출이며, 일제의 탄압과 착취, 차별교육에 대항한 민족운동이다. 광주에서 항일 시위를 전개한 후 전국의 194개 학교 54,000여명의 학생들이 참가하여 일제를 놀라게 한 사건이다.
광주학생독립운동의 태동은 광주공립고등보통학교, 광주공립농업학교, 광주공립여자고등보통학교, 전라남도공립사범학교 학생들이 "조선민족을 일본제국으로부터 독립시키는 것"을 목적으로 성진회< 醒進會 >, 독서회< 讀書會 >, 소녀회< 少女會 >라는 비밀결사를 조직한데서 비롯되었다고 할 수 있다. 이 단체들은 동료 학생들에게 독립의식을 고취시켰고, 일제에 항거하여 몇차례의 동맹휴학을 강행하면서 단결력을 키웠다. 이러한 독립의식과 단결력은 1929년 10월 30일 나주역에서 발생한 조선여학생희롱사건이 발단이 되어 11월 3일의 항일시위를 전개하는 원동력이 되었으며, 전국으로 확산시키는 계기가 되었던 것이다.
광주공립고등보통학교는 현재 광주제일고등학교이고, 광주공립농업학교는 북구 임동에 있었으나 현재는 택지로 변하였고, 현재 광주공립여자고등보통학교는 현재 전남여자고등학교이고, 전라남도공립사범학교는 현재의 중앙도서관 자리에 있었다. 이 가운데 광주제일고등학교와 전남여자고등학교의 일부를 기념물로 지정하였다.

## 같이 보기
- 광주 학생 항일 운동

## 참고 문헌
- 광주학생운동발상지 - 국가유산청 국가유산포털